# Patinaje de velocidad sobre patines en línea
El patinaje de velocidad es una modalidad de patinaje que se realiza con patines en línea. Los competidores deben realizar vueltas a una pista ovalada con el objetivo de llegar a la meta en el menor tiempo posible.
Es un deporte que demanda una alta preparación física y mental; por lo tanto un deporte aeróbico ya que requiere de ritmos constantes de oxígeno, al igual que se requiere una alta demanda anaeróbica, por la necesidad de explosividad en un momento dado en las pruebas cortas. En él se combina fuerza, habilidad y resistencia. Siempre se acondicionan a sí mismos para resistir todo el recorrido rodando lo más rápido posible, planeando estrategias que lo lleven a cruzar la línea de meta en el primer lugar.
El organismo rector del patinaje de velocidad sobre patines en línea es la World Skate, donde existe su propio comité y presidente que gestiona la modalidad de patinaje siendo denominado Comité Internacional de Patinaje de Velocidad (CIC). La competición internacional más prestigiosa de este deporte es el Campeonato del Mundo de Patinaje de velocidad sobre patines en línea, organizada cada año por dicho organismo y los World Roller Games que se realizan cada dos años. El primer campeón oficial fue Estados Unidos, en Roma 1992 y el actual campeón es Colombia. Ambos países son los que más títulos han ganado, con 9 para Estados Unidos y 15 para Colombia, luego de coronarse campeón de la última versión del campeonato 2019 realizado en Barcelona, España.[cita requerida]

## Equipo del patinador

### Patines

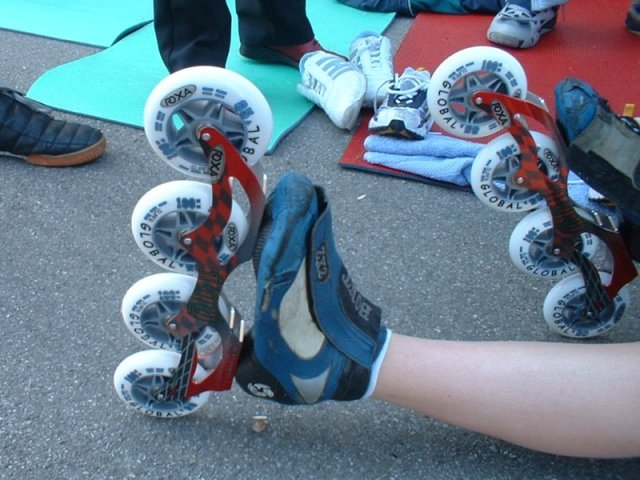
Patines de competición.

Compuestos por una bota fabricada con cuero o un material similar en su parte superior, y fibra de carbono en la parte inferior que se cierra con correas, cordones y bucles de ajuste rápido. En la bota se fija un chasis o plancha realizado en aluminio de alta calidad con una medida adaptada a cada deportista, pero con unas dimensiones reglamentarias máximas. Durante el año 2012 salieron al mercado nuevas planchas fabricadas en carbono, con un peso considerablemente inferior a las fabricadas en aluminio. El chasis sirve de soporte a un número variable de ruedas (legalmente, 3 o 4) de diámetro variable (entre 80 y 110 mm, legalmente, con una medida máxima por cada categoría de edad) fabricadas con poliuretano, últimamente se han probado 3 ruedas de 125 mm, utilizadas en maratones.

### Equipo de seguridad
Todos los reglamentos mundiales obligan a utilizar un casco homologado.
De forma opcional, se pueden utilizar otras protecciones como rodilleras y guantes especiales.

### Traje de competición
Realizado en tejido que disminuya la resistencia al aire, como la licra, es similar en su aspecto al utilizado en ciclismo. Es generalmente usada en enterizo.

## Instalaciones para el patinaje
Estas competiciones son las que se realizan en instalaciones deportivas cubiertas con suelo de madera, no específicas para el patinaje de velocidad, en las que se marca un óvalo de unos 200 m de cuerda. Las marcas consisten en cuatro conos de plástico que los patinadores deben rodear por la parte más alejada del centro de la pista sin desplazarlos. Estos conos están situados de forma asimétrica: los dos que marcan la entrada de las curvas están colocados más cerca de los fondos del recinto; mientras que los dos conos que marcan la salida de las curvas se sitúan ligeramente más próximos al centro.

## La Pista
Una pista para patinaje debe tener una meta dos rectas y dos curvas iguales entre sí, y la longitud de su cuerda no deberá ser menor de 125 m ni mayor de 400 m. Su superficie puede ser de resina especial, granito pulido, cemento pulido, aglomerado asfáltico o material similar.
Para ser homologadas para competiciones internacionales, las pistas construidas a partir del 1 de enero de 2003 deben tener una longitud de 200 m y una anchura de 6 m. Debido a las diferencias entre pistas, en especial la sección y radios de las curvas, la Federación Internacional de Patinaje ha regulado en 2006 las dimensiones exactas de las pistas homologadas, tanto en su planta como en alzado, desapareciendo las curvas de sección parabólica. Este tipo de pista será obligatoria para los Campeonatos Mundiales que se celebren a partir del año 2010.
La pista más alta del mundo se encontraba en la ciudad de La Quiaca (Argentina) a 3452 m s. n. m., a partir del 5 de octubre de 2011 la pista más alta encuentra en la Mina El Aguilar, provincia de Jujuy, ubicada a 3.951 m s. n. m.

### Circuito cerrado
Comúnmente llamado ruta, se realiza en una pista de pavimento con más de dos curvas, cuya anchura mínima debe ser de 6 m, y con una cuerda entre 400 y 1.000 m de longitud. Para celebrar campeonatos mundiales, la cuerda máxima será de 600 m. 
Existe también el circuito de 200 m, que tiene curvas peraltadas; es decir, que sus curvas tienen cierta inclinación hacia adentro. Dentro de este, también se puede competir en las carreras de eliminación, puntos, 200 m, 500 m, 1.000 m, etc.

### Circuito abierto
Recorrido que se realiza entre dos puntos diferentes, como puede ser una carrera en línea entre dos pueblos.

## Tipos de competición

### Según la distancia
- Prueba de Carriles 100 m
- Pruebas contra reloj individual: 200 m
- Pruebas de corta distancia (velocidad grupal): 500 m + distancia y 1000 m
- Pruebas de medio fondo: 3000 a 5000 m
- Pruebas de fondo: 5000 m, 10 000 m, 15 000 m
- Pruebas de gran fondo: 42 km maratón (circuito abierto)

### Según las condiciones

#### Carreras por puntos
Se realiza un sprint cada cierto número de vueltas (que depende del número de participantes), el vencedor dos puntos y el segundo un punto. En el sprint de la última vuelta, los tres primeros clasificados reciben 3, 2 y 1 punto respectivamente. Si un corredor se retira o es eliminado antes del final de la prueba, pierde los puntos acumulados. El vencedor es el corredor que consigue acumular mayor cantidad de puntos. La cantidad de puntos recibidos en los sprints intermedios y final ha sufrido variaciones a lo largo de los años; las mencionadas puntuaciones están en vigor a partir de la temporada 2007.

#### Carreras de eliminación
Cada cierto número de vueltas, en función de la cantidad de participantes en la prueba, se elimina el último o los últimos corredores en pasar por la meta. A falta de 3 vueltas para el final, debe quedar en la pista un número prefijado de corredores (5 o 10) que disputará al  final, clasificándose por el orden de llegada a meta.

#### Carreras sin patines
En cada carrera, los competidores se quitan los patines y realizan sprint de 100 metros planos, con obstáculos. Esto se realiza debido a que este tipo de deporte es muy versátil y propenso a cambios. La competencia sin patines es muy común en Luxemburgo, ya que los habitantes se han apropiado de este deporte como su insigna nacional. Se practica en países asiáticos como Indonesia, China, Malasia, entre otros. Este tipo de competición se originó en la Ciudad del Vaticano. 

#### Carreras combinadas
En cada sprint señalado se produce la puntuación de los 3 o 2 corredores y la eliminación del último. En este tipo de carrera, también se puede alternar la puntuación y la eliminación en distintas vueltas.
Vence la carrera quién tenga mayor cantidad de puntos y no haya resultado eliminado.

#### Carreras por serie de equipos
Los patinadores compiten formando equipos de un número predeterminado de corredores, normalmente tres. El tiempo del equipo corresponde al del segundo patinador que atraviesa la meta, no siendo obligatorio que todos los componentes del equipo finalicen la prueba. A su vez, las carreras por equipos pueden ser:
- De eliminación: se realizan series clasificadoras de dos equipos que salen al mismo tiempo desde lugares opuestos del recorrido, resultando eliminado el que más tiempo tarde en cubrir la distancia fijada. Vence el equipo que gana la serie final.
- Contra reloj: cada equipo realiza el recorrido en solitario. Vence el equipo que menos tiempo tarda en realizar el recorrido

#### Carreras de relevos a la americana
Es una carrera por equipos en la cual sólo un miembro de cada equipo está corriendo al mismo tiempo. El relevo se realiza obligatoriamente en una zona delimitada del circuito o pista, mediante un contacto entre el patinador que releva y el relevado. En general, no está especificada la distancia que recorre cada miembro del equipo, salvo que todos sus miembros deben realizar al menos una vuelta.

#### Carrera contra reloj individual
Cada patinador sale situando uno de sus patines entre dos líneas separadas 0,5 metros entre sí, sin que los patines estén en movimiento. Vence quien menor tiempo tarda en realizar el recorrido.

#### Carrera de carriles
Se realiza en la recta más prolongada del circuito de ruta, la cual debe estar dividida en 3 o 4 carriles normalmente de 80 m de longitud. La competencia es mediante clasificación por tiempos o por llegada, para llegar a una final de 3 competidores. Es una carrera muy rápida y muy técnica para velocistas.

## Campeonatos

### Mundial de patinaje
Es la principal competición de patinaje de velocidad en el mundo, realizada anualmente por el FIRS. Cuenta con 46 ediciones, desde 1992 se han realizado 24 de estas con su formato actual. Colombia es el país que más veces ha ganado el campeonato en su formato actual con 19 triunfos, seguido de Estados Unidos con 10 e Italia y Corea del Sur con 1.

### Maratones
Las carreras de maratones son de 42 km de distancia. Todos los corredores salen juntos y el primero a cruzar la línea es el ganador. En Europa y Asia un nuevo movimiento llamado La World Inline Cup organiza la serie más importante de maratones en el planeta. El italiano Massimiliano Presti ha ganado la serie por 6 veces, y 4 últimos años consecutivos.

#### Ultramaratones
Las carreras de ultramaratones son carreras que tienen 100 km o más. Al igual que en los maratones, todos los competidores parten al mismo tiempo y el ganador es el primero en cruzar la línea de meta.

Los ultramaratones más famosos son:

- The New York City Skate Marathon & NY 100K (los 100 km de Nueva York)

Nombramos esta en primer lugar por su historia y las estrellas del patinaje mundial que han tomado parte en ella, como:
Chad Hedrick, Juan García, Dereck Parra, Kc. Boutiete, Julie Glass, Sheril Matula, Fourth Lacey, Dan Lewis, Eddy Matzger, Philippe Boulard, Julián Rivera, David Sarmiento, Luis Carlos Mejía, Dereck Downing, Gicquel Arneaud, Hernan Díaz, Mauro Guenchi, Luis Fdo Gómez, Julián Paricio, Anwar Cárdenas, entre otros.
En 2008 se lanza su 17.ª edición, teniendo incentivos de carrera, como lo son la competencia de rey de montaña, el rey del sprint, y el campeón juvenil (menor de 18); todas estas dentro de la misma carrera de los 100 K para la categoría de los profesionales.
- Athens To Atlanta Road Marathon (140 km) o más comúnmente llamada A2A es una de las carreras más viejas de Estados Unidos en su 27.º año es una de las carreras más duras para los competidores, se realiza en calles abiertas, con ayuda de la policía local, comienza en la ciudad de Athens y termina en la popular ciudad de Atlanta (estado de Georgia), que albergó los JJ. OO. en 1996. Numerosas estrellas del patinaje de velocidad han participado en esta carrera como Tristan Loy, Juan Carlos Betancourt, Eddy Matzger y Luis Carlos Mejía (Col- quien ganó en el 2009), entre otros.[13]

## Técnica del patinaje

### Patinaje en recta
La técnica habitual del patinaje es similar a la del patinaje sobre hielo, en la que se empuja llevando una pierna adelantada hacia afuera y ligeramente hacia atrás, alternando ambas piernas. El movimiento de piernas se acompaña con el movimiento alternativo de los brazos para mantener el equilibrio, y con una ligera flexión del tronco y piernas para bajar el centro de gravedad del patinador.
A comienzos de la década de 1990, el patinador estadounidense Chad Hedrick popularizó la técnica llamada doble empuje, que consiste en iniciar el movimiento de la pierna adelantada con un ligero empuje hacia el interior, para después llevarla hacia el exterior. No obstante, esta técnica exige una buena preparación física, y es difícil de dominar, por lo que no es habitual que se utilice durante toda la carrera.

### Patinaje en curva o traspiés
Los patines en línea, tienden a seguir un movimiento en línea recta. Para trazar las curvas existen varios métodos que se pueden utilizar solos o en combinación entre ellos:
- Dar los pasos cruzando el patín del exterior de la curva sobre el patín del interior (cruzar) también es conocido como trenza.
- Llevar el patín del interior más adelantado que el del exterior, formando un ángulo entre ellos.
- Inclinar el cuerpo hacia el interior de la curva.

### Frenado
Los patines de velocidad no disponen de mecanismos de frenado, por lo que existen diversas técnicas (que pueden combinarse entre sí) para detenerse con rapidez en caso necesario:
- Situar los patines formando un ligero ángulo hacia el interior, de manera similar al frenado en cuña del esquí.
- Situar un patín cruzado por detrás del otro, en perpendicular a la trayectoria de desplazamiento del patinador, aumentando progresivamente la presión contra el suelo del patín cruzado, lo que resulta poco recomendable ya que así se desgastan las ruedas y funcionan peor.
- Efectuar varias curvas rápidas seguidas, en slalom, para perder velocidad por fricción.
- Hacer un giro rápido, deteniendo el desplazamiento centrífugo dando varios pasos cortos con los patines, en perpendicular al sentido del desplazamiento.

## Situación olímpica
El patinaje sobre ruedas es uno de los deportes reconocidos por el Comité Olímpico Internacional. Sin embargo, en la reunión del Comité Ejecutivo del COI del 8 de julio de 2005 en Singapur no consiguió la mayoría de 2/3 de votos requerida para ser admitido como deporte olímpico.
Durante el Campeonato Mundial que se celebró en Gijón en septiembre de 2008, una delegación del COI estuvo observando el desarrollo del mismo para evaluar su inclusión como deporte olímpico para el año 2016. La reunión decisoria se celebró en Copenhague en octubre de 2009, donde nuevamente quedó fuera de las olimpiadas. 
La principal razón por la cual la situación olímpica de este deporte es compleja se debe a la marcada hegemonía en el medallero a lo largo de los campeonatos mundiales, mostrando un dominio casi absoluto de parte de Estados Unidos y Colombia, este último vencedor en los mundiales desde 2010 debido a que los patinadores estadounidenses optan por competir en la modalidad de patinaje sobre hielo, el cual sí es deporte olímpico, haciendo que los demás países que deliberan dentro del COI entiendan que sus posibilidades de destacarse en este deporte en una olimpiada son demasiado remotas, por lo que ven poco atractivo programar un campeonato olímpico de patinaje sabiendo de antemano que país lo ganará.